# Action Gamemaster
Action Gamemaster是Active Enterprises曾计划推出的雾件游戏机。该厂商开发过一些未授权的电子游戏。
在当时Active推出了他们的第一款游戏－《Action 52》的多合一卡匣的红白机(NES)与Sega Genesis版本，并有计划推出超级任天堂版。该公司亦尝试销售其自创人物－Cheetahmen－的一系列周边产品－包括一系列玩具、电视卡通及一系列电子游戏等。尽管《Action 52》的市场反应恶劣，Active并未退却，并于1994年的国际消费电子展（Consumer Electronics Show）上宣称即将量产贩售Action Gamemaster。
计划中的Action Gamemaster是一种类似任天堂Game Boy及Atari Lynx的掌机系统，但有更大的野心。通过另售的转接器，它预计可以支持FC、Genesis及超任卡匣游戏及CD-ROM游戏。另外也有为Action Gamemaster专门设计的游戏。其中一款－《猎豹人III》－曾在CES会上被提出，但不论是该游戏或Action Gamemaster皆未有实体展出。其它功能包括3.2英寸彩色LCD显示屏、电视天线、内置电池充电器及车用点烟器电源转接器。
唯一存在的原型图象中显示Action Gamemaster的外型像是飞机的驾驶盘，在左侧有方向键盘，右侧则有动作键(A键)，中间有一些没有说明的按键，而LCD显示屏面对玩家。关于其实际大小的资料非常少，亦没有重量及耗电量等资讯。
仅管在CES会场上展出，由于Active Enterprises在1994年终止了其电子游戏的事业，据推测Action Gamemaster的开发工作可能很少或甚至没有。大部份人相信如果该游戏机被制造出来，其重量及价格将相当可观（在当时曾估出500美元的建议零售价）。
“Action Gamemaster”亦是FC版本《Action 52》卡匣中《猎豹人》游戏的另一个标题及该游戏中的一个人类角色。该角色曾在该游戏的片头动画及《Action 52》的外盒封面上出现，但并未出现在游戏本身中。